# ایستگاه راه‌آهن آباده
ایستگاه راه‌آهن آباده یک ایستگاه راه‌آهن است که به شهر آباده و اطرافش در استان فارس خدمات ارائه می‌کند و در جاده آباده به صغاد قرار دارد. شرکت راه‌آهن جمهوری اسلامی ایران گرداننده این ایستگاه است. این ایستگاه در میانه مسیر ریلی شیراز اصفهان قرار دارد.
| ایستگاه قبلی      |  | شرکت راه‌آهن جمهوری اسلامی ایران |  | ایستگاه بعدی      |
| ----------------- |  | ------------------------------- |  | ----------------- |
| اقلیدبه سمت شیراز |  | راه‌آهن ایران                    |  | شهرضابه سمت تهران |

## خط راه‌آهن
- خط راه‌آهن بادرود-شیراز